# Hôtel du Gouverneur militaire de Lyon
L'hôtel du Gouverneur militaire de Lyon est un bâtiment situé dans le 6e arrondissement de Lyon.

## Historique

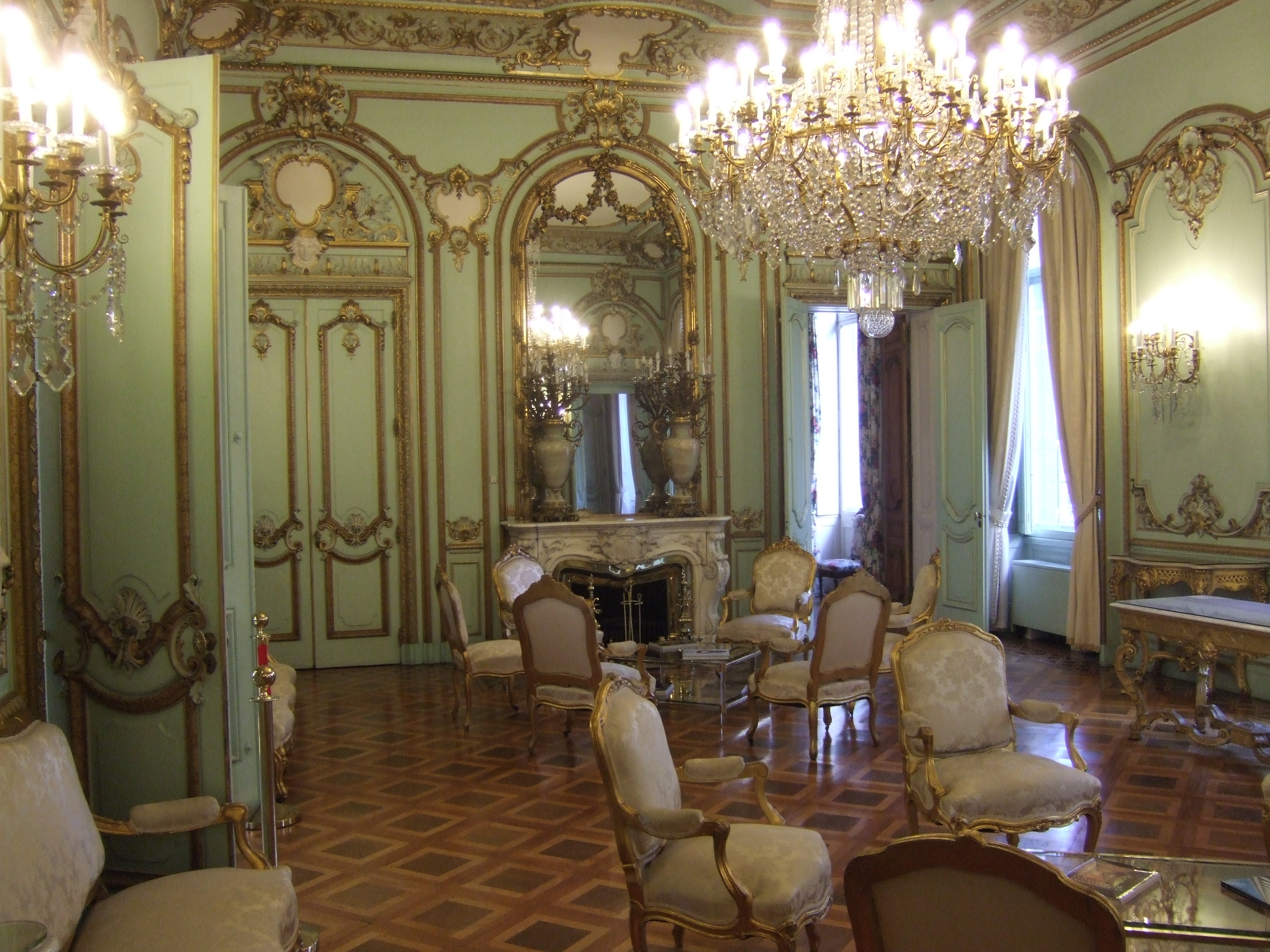
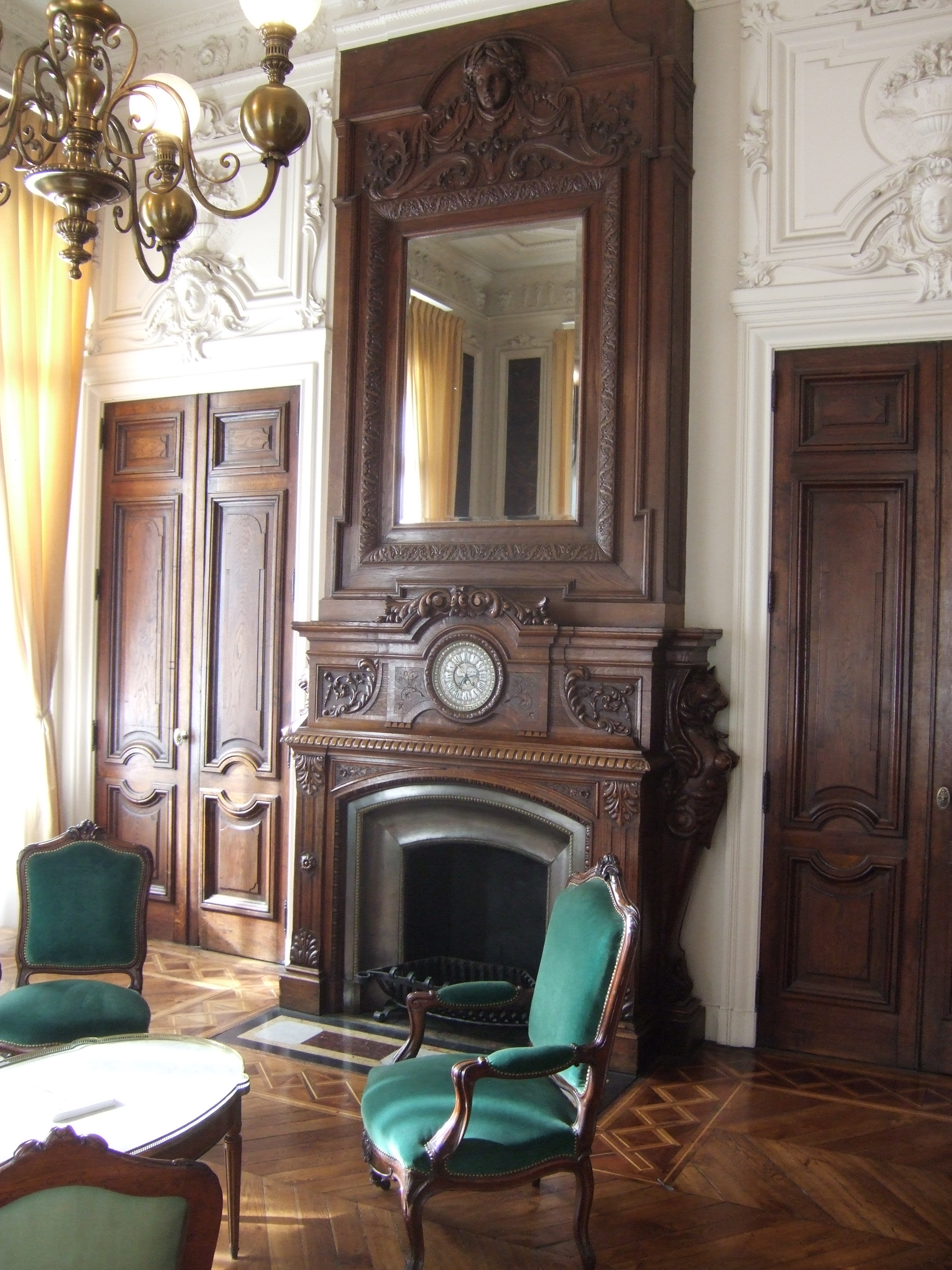
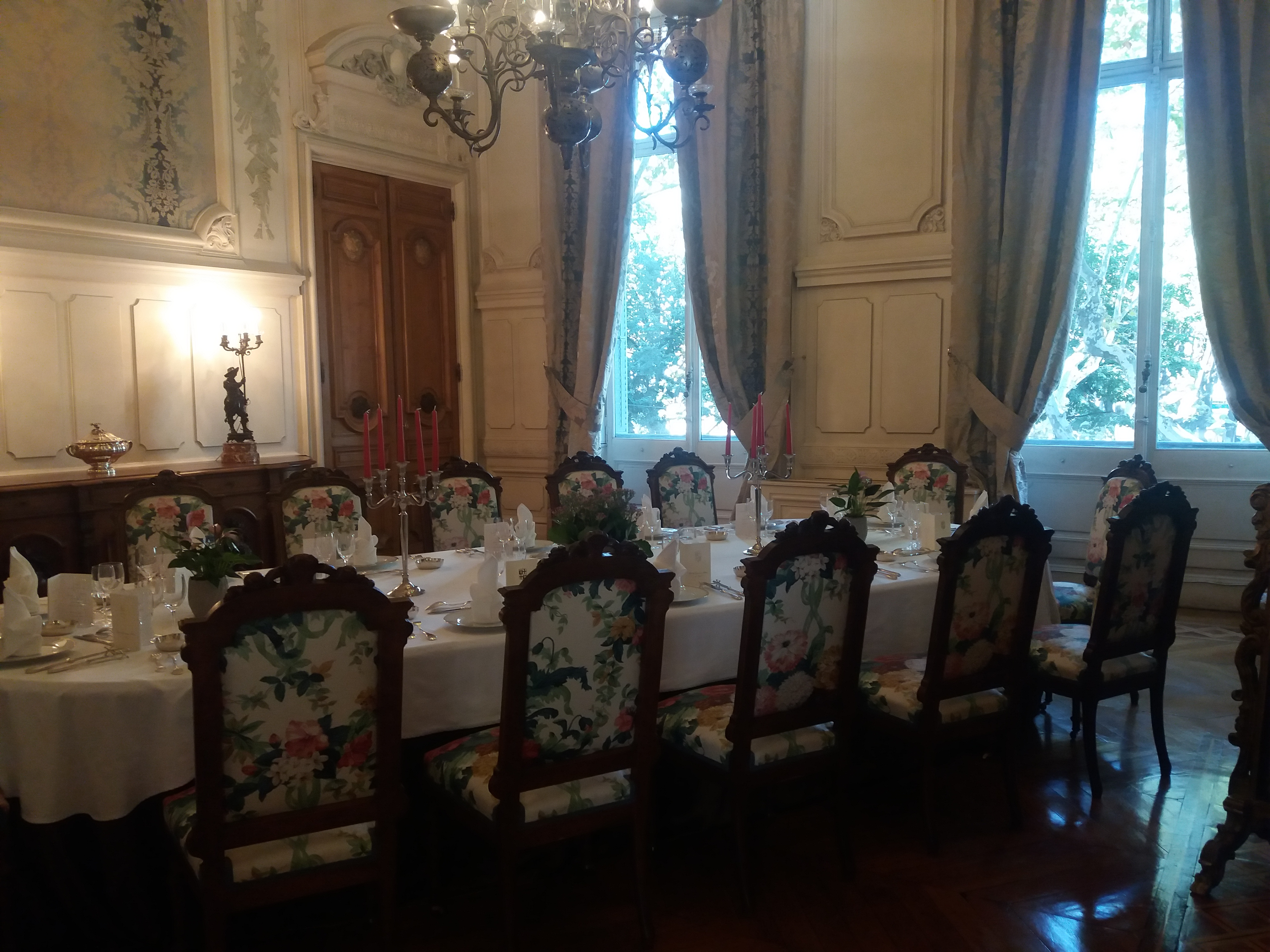
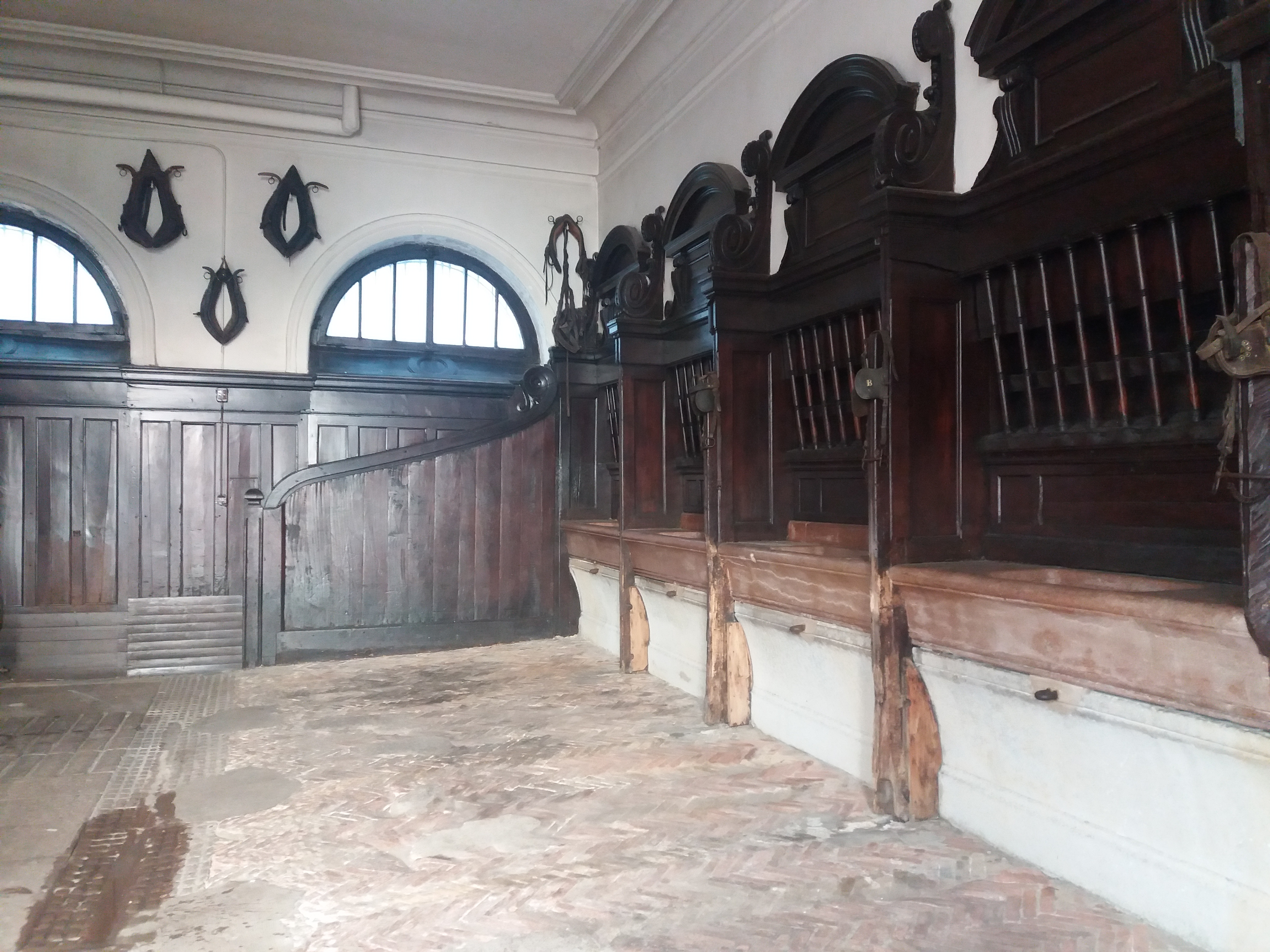

Il est construit en 1859 comme hôtel particulier par l'architecte Jean-Marie-Anselme Lablatinière pour le compte du banquier italien Jonas Vitta, puis est ensuite occupé par son fils, le banquier Joseph Vitta.
L'hôtel est la propriété de la municipalité de Lyon. Il est occupé par le gouverneur historique militaire depuis 1913 et entretenu par le ministère de la Défense.
La partie de l'hôtel en fond de cours abritait autrefois les écuries, depuis transformées en garages et, à l'étage, des logements loués par le baron, qui sont aujourd'hui les appartements du porte-fanion et du chauffeur du Général du Gouverneur. Le Gouverneur et le chef de cabinet résident, quant à eux, au-dessus des pièces officielles dans le bâtiment principal.
Il fait l'objet d'une inscription au titre des monuments historiques depuis le 10 avril 2014, transformée en classement depuis le 4 août 2015,.

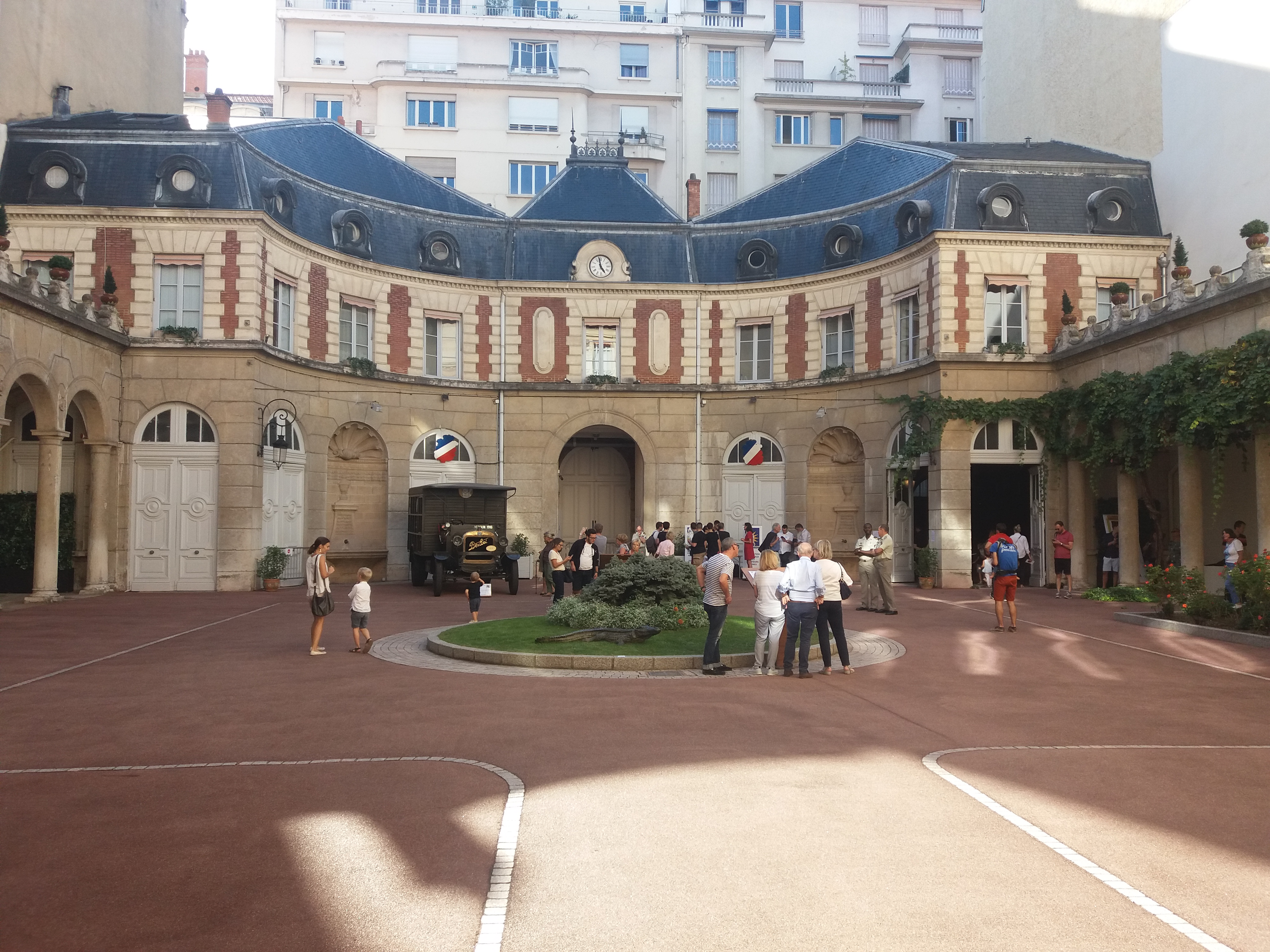
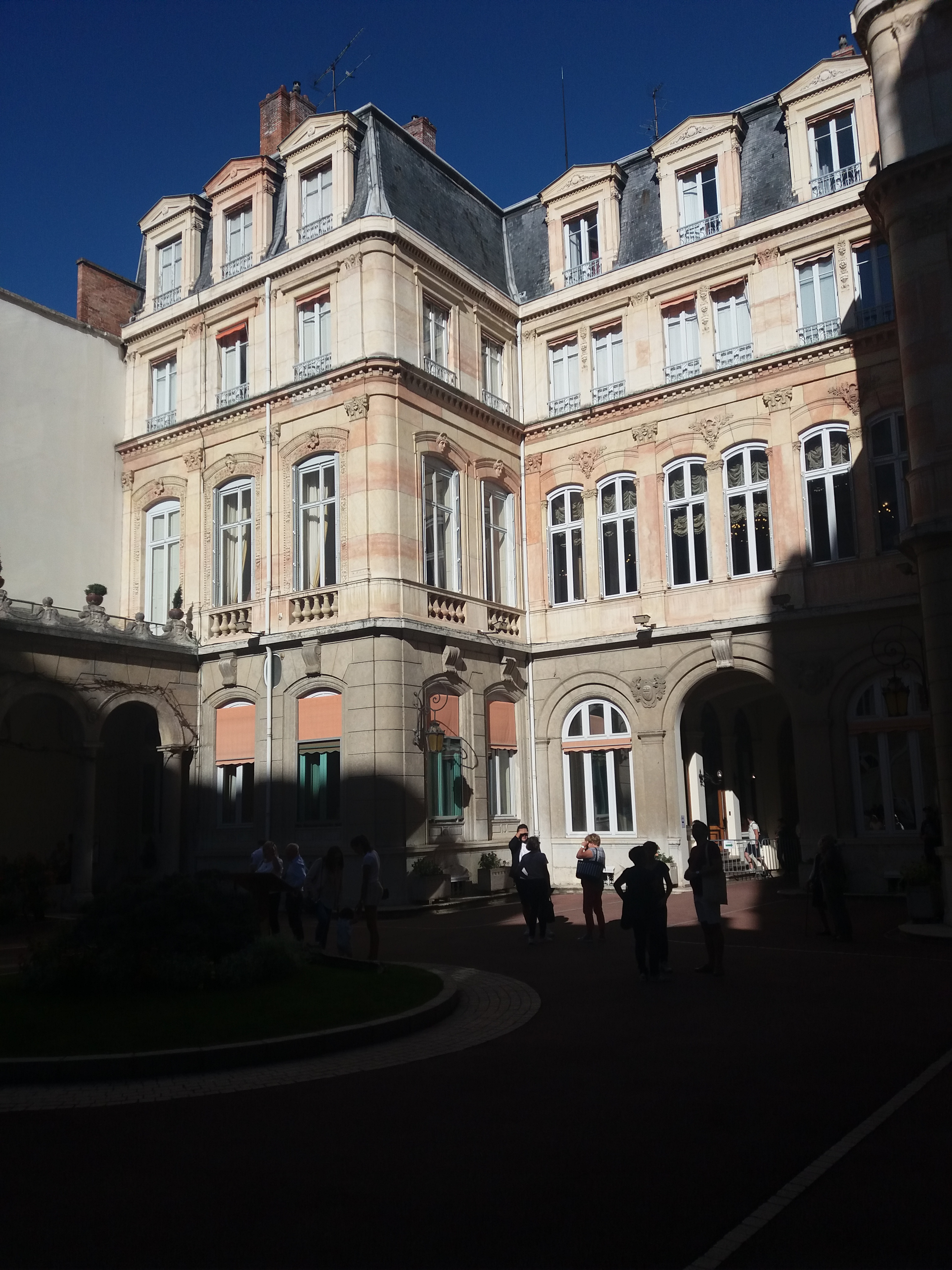
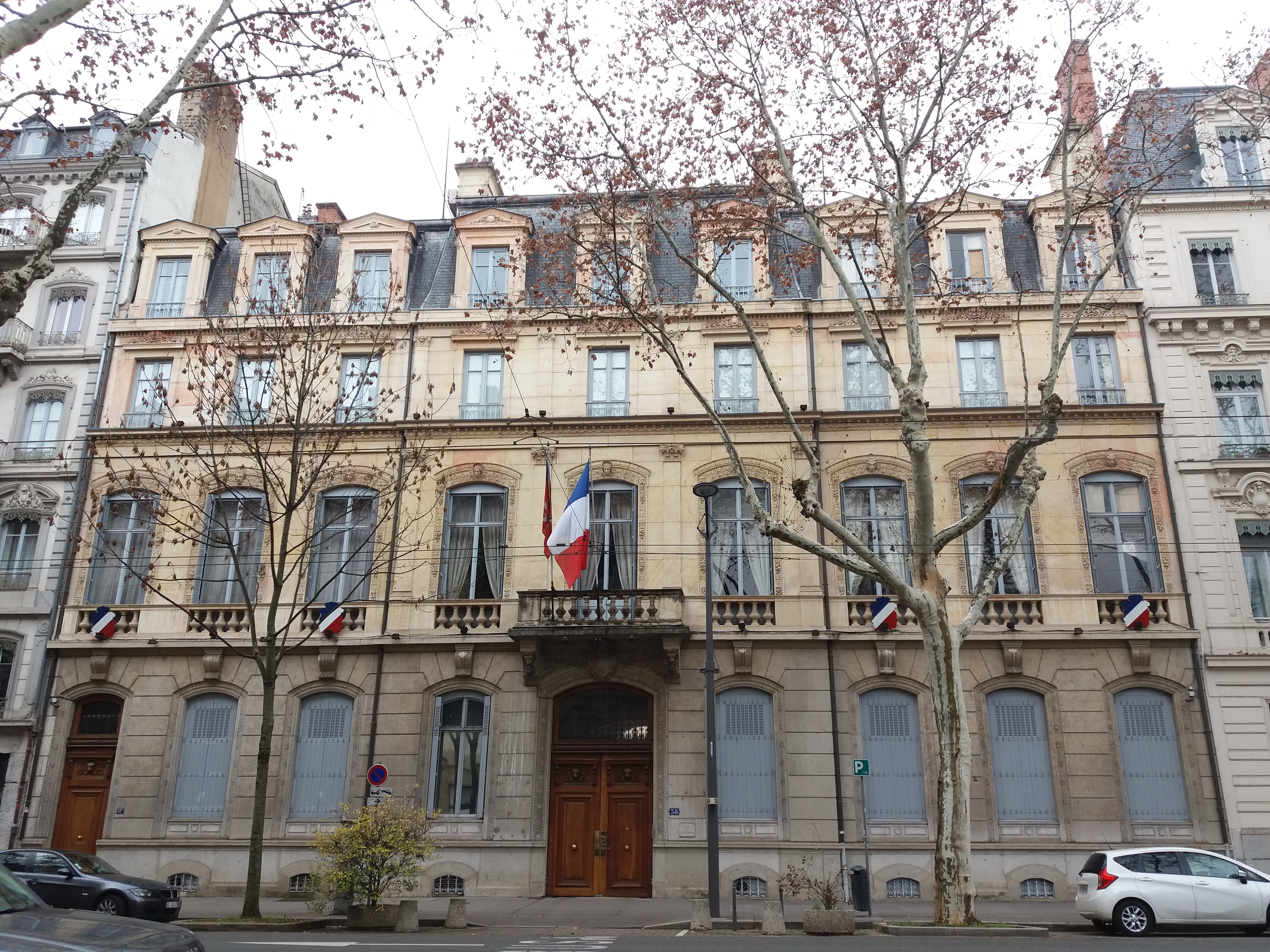